# 河野力
河野 力（こうの つとむ、1972年4月22日 - ）は、日本のゲームデザイナー。静岡県三島市出身。日本大学工学部卒業。ビデオゲーム「LocoRoco」のデザイナーとして知られる。

## 経歴
1997年にソニー・インタラクティブエンタテインメントに入社。
2020年にソニー・インタラクティブエンタテインメントを退職した。

## 作品リスト
- レジェンド オブ ドラグーン（1999年、ソニー・コンピュータエンタテインメント）プランナー[1]
- ICO（2001年、ソニー・コンピュータエンタテインメント）プランナー[1]
- LocoRocoシリーズ[1]
  - LocoRoco（2006年、ソニー・コンピュータエンタテインメントジャパン）ディレクター、ゲームデザイン、キャラクターデザイン
  - おいでよロコロコ!! BuuBuu Cocoreccho!（2007年、ソニー・インタラクティブエンタテインメント）ディレクター、ゲームデザイン、キャラクターデザイン
  - LocoRoco2（2008年、ソニー・コンピュータエンタテインメントジャパン）ディレクター、ゲームデザイン、キャラクターデザイン